# Pseudocyphellaria gilva
Pseudocyphellaria gilva är en lavart som först beskrevs av Erik Acharius, och fick sitt nu gällande namn av Malme. Pseudocyphellaria gilva ingår i släktet Pseudocyphellaria och familjen Lobariaceae.   Inga underarter finns listade i Catalogue of Life.